# Kultura Esperanto-Festivalo
Pour les articles homonymes, voir KEF.
 (janvier 2021).
Si vous disposez d'ouvrages ou d'articles de référence ou si vous connaissez des sites web de qualité traitant du thème abordé ici, merci de compléter l'article en donnant les références utiles à sa vérifiabilité et en les liant à la section « Notes et références ».
Kultura Esperanto-Festivalo (KEF) est un important festival culturel espérantophone. Il s'est déroulé dans différentes villes des pays nordiques par intermittence de 1986 à 2009. À partir de 2022 il se déroule régulièrement en Suisse, organisé par Kultura Centro Esperantista et Studenta Esperanta Ligo.

## Éditions
- 1986 - Uppsala, Suède
- 1988 - Lund, Suède
- 1990 - Västerås, Suède
- 1993 - Copenhague, Danemark
- 1996 - Copenhague, Danemark
- 1998 - Lesjöfors, Suède
- 2000 - Helsinki, Finlande
- 2005 - Helsinki, Finlande
- 2009 - Helsingør, Danemark
- 2012 - Hillerød, Danemark
- 2017 - Lesjöfors, Suède (seulement planifié)
- 2022 - La Chaux-de-Fonds, Suisse
- 2023 - La Chaux-de-Fonds, Suisse
- 2024 - La Chaux-de-Fonds, Suisse
- 2025 - La Chaux-de-Fonds, Suisse